# Johan Nordahl Brun
Johan Nordahl Brun (Trondheim, 21 de março de 1745 – Bergen, 26 de julho de 1816) foi um poeta, dramaturgo, bispo em Bergen (1804-1816), e político que contribuiu significantemente ao crescimento do Nacionalismo romântico na Noruega, contribuindo ao crescimento da consciência nacional.
Na história literária, ele encontrou seu lugar quando escreveu a primeira peça norueguesa, "Einer Tambeskielver" (1772). Ele também escreveu muitos poemas, incluindo a primeira canção não-oficial da Noruega, "For Norge, Kiempers Fødeland" e publicou Hinos Evangélicos (1786). Ele também escreveu o hino da cidade de Bergen, "Jeg Tok Min Nystemte"

## Publicações
- Jomfru Pecunia (Jungfrau Pecunia), anônimo. Kopenhagen 1768
- Naturens Navnedag (Dia do Nome da Natureza), 1770
- Zarine. Et Sørgespil i fem Optog ved ohan Nordahl Brun (Zarine. Uma tragédia em cinco atos de Johan Nordahl Brun), Copenhagen 1772
- Einer Tambeskielver, Oslo 1945.
- Til Nordmænd om Troeskab mod Kongen og Kierlighed til Fædrenelandet. I Anledning Einer Tambeskiælver (Aos noruegueses sobre lealdade ao rei e amor ao seu país. Por ocasião de Eine Tambeskiælver), Trondheim 1773
- Vore gamle Kirkeskikke forsvarede mod Hr. Confessionarius og Doktor Bastholm (defendendo nosso antigo costume da igreja contra Herr Confessionarius e Doktor Bastholm), 1785
- Tanker om Norges Odelsret (Reflexões sobre a Lei Odels da Noruega). 1788
- Endres og Sigrids Brøllop. Et Syngestykke i tre Handlinger (O Casamento de Endres e Sigrid. Um Singspiel em três atos), Copenhagen 1791
- Republikken paa Øen. Et Skuespil i Fem Handlinger Die Republik auf der Insel. (Uma peça em cinco atos), Bergen 1793
- Evangeliske Sange over Høimessetexter (Hinos Evangélicos em Textos de Grande Missa), Bergen 1786
- Hellige Taler (Heilige Reden) 1–2, 1797–98
- Samling af Johan Nordahl Bruns Mindre Digte (Coleção de poemas menores de Johan Nordahl Brun), Copenhagen 1791